# Periplaneta quadrinotata
Periplaneta quadrinotata es una especie de cucaracha, un insecto blatodeo de la familia Blattidae.

## Taxonomía
Fue descrito por primera vez en 1950 por Princis. 